# Herb powiatu węgrowskiego
Herb powiatu węgrowskiego – jeden z symboli powiatu węgrowskiego, ustanowiony 30 marca 2001.

## Wygląd i symbolika
Herb przedstawia na tarczy dwudzielnej w pas w polu górnym srebrnym pół orła czerwonego z rozpostartymi skrzydłami, zwróconego w lewo i pół czarnego niedźwiedzia po jego prawej stronie zwróconego w prawo pod wspólną koroną złotą (symbol ziemi liwskiej), natomiast w polu dolnym czerwonym niedźwiedzia czarnego kroczącego, zwróconego w prawo z przednią, prawą łapą uniesiona do góry. Na boku zwierzęcia centralnie umieszczona francuska średniowieczna tarcza herbowa herbu Trąby (nawiązanie do herbu Węgrowa).